# Гарант-Инвест
Гарант-Инвест — российская финансово-промышленная группа, включающая в себя ряд компаний, занимающихся инвестиционной, банковской деятельностью, а также деятельностью в области девелопмента и управления коммерческой недвижимостью.

## Деятельность в сфере розничной торговли
ФПК «Гарант-Инвест» через АО «Коммерческая недвижимость владеет и управляет торговыми и многофункциональными центрами в Москве и реализует девелоперские проекты. В портфель компании входят московские тТК «Галерея Аэропорт», ТРК «Москворечье», ТЦ «Ритейл Парк», ТДК «Тульский», ТЦ «Коломенский», ТРК «Пражский Град», ТРК «ПЕРОВО МОЛЛ», сеть районных торговых центров «Смолл». Компания фокусируется на покупке торговых центров и их редевелопменте. 
В состав ФПК «Гарант-Инвест» входит более 20 предприятий. Штат сотрудников — более 1000 человек. В собственности ФПК — 16 объектов недвижимости, в том числе 13 торговых центров с общей посещаемостью 38 млн человек в год. По состоянию на 2024 год компания также реализует два девелоперских проекта в сегменте комьюнити-центров. 

## Деятельность в финансовом секторе

### Коммерческий банк «Гарант-Инвест»
Банк «Гарант-Инвест» основан в 1993 году. Специализируется на персональном обслуживаниии частных и корпоративных клиентов. Является участником системы страхования вкладов, 
Входит в Ассоциацию Российских Банков. Является членом саморегулируемой организации «Национальная ассоциация организаций участников фондового рынка». Имеются награды в банковской сфере, в том числе трижды — Национальной банковской премии. КБ «Гарант-Инвест» был включён в реестр Федеральной таможенной службы России на право выдачи банковских гарантий уплаты таможенных пошлин, налогов. Являлся уполномоченным банком Министерства экономического развития Российской Федерации согласно постановлению Правительства РФ № 1764 от 30.12.2018 года «О предоставлении субсидий из Федерального бюджета на возмещение недополученных доходов по кредитам, выданным МСП в период с 2019 по 2024 годы по льготной ставке».
26 декабря 2024 года Банк России отозвал лицензию у КБ «Гарант-Инвест». Причиной отзыва лицензии стало нарушение законодательства и крупная недостача наличных денежных средств, выявленная в ходе проверки, осуществлённой 25 декабря. 14 января 2025 года в Арбитражный суд Москвы Банком России было подано заявление о признании банка банкротом. На момент подачи заявления банк занимал 168 место по величине активов среди кредитных организаций России. Агентство по страхованию вкладов было назначено в качестве временной администрации банка. Выплата страховых возмещений началась 28 декабря. С 28 декабря 2024 года по начало января 2025 года за возмещением обратились 1,6 тысячи вкладчиков. Им выплачено два миллиарда рублей. В течение последнего года до лишения лицензии в отношении банка вводились ограничения на привлечение средств вкладчиков.
Страховая ответственность по вкладам на 1 декабря 2024 года по предварительной оценке составляет 3,6 миллиарда рублей.
Банк насчитывает 4 426 вкладчиков. Размер обязательств банка по застрахованным вкладам составляет 7 675 402 тысяч рублей. К середине января 2025 года 3 454 вкладчикам выплачено 4 212 729 тысяч рублей страхового возмещения. На дату отзыва лицензии чистая ссудная задолженность банка составляла 5 492 739 тысяч рублей. Общий размер обязательств составил 13 172 546 тысяч рублей.

## Деятельность в сфере недвижимости

### АО «Коммерческая недвижимость ФПК «Гарант-Инвест»
Компания, работающая в сфере девелопмента и редевелопмента коммерческой недвижимости Москвы. Владеет и управляет торговыми и многофункциональными центрами в Москве, общая посещаемость которых составляет 36,7 миллионов человек в год. В портфель входят ТК «Галерея Аэропорт», ТРК «Москворечье», ТЦ «Ритейл Парк», ТДК «Тульский», ТЦ «Коломенский», ТРК «Пражский Град», ТРК «ПЕРОВО МОЛЛ», сеть районных торговых центров «Смолл». Ценные бумаги общества торгуются на Московской бирже. Компания имеет кредитные рейтинги на уровне ВВВ от «Национальные Кредитные Рейтинги» (НКР) и Национального рейтингового агентства (НРА). Компания впервые в России в сегменте коммерческой недвижимости стала выпускать зелёные облигации. В 2024 году «Гарант-Инвест» заявила о намерении реализовать новую для сектора коммерческой недвижимости схему фондирования — построить объект, финансируемый полностью засчёт облигационных средств. Эксперты, опрошенные газетой «Ведомости», считают, что после этого прецедента остальные девелоперы на фоне высоких ставок также будут переходить на новую схему.

### ООО «Гарант-Инвест Девелопмент»
Девелоперская компания. Реализует и управляет девелоперскими проектами, выполняет функции заказчика. Компания выступает партнером, инвестором и соинвестором в коммерческих проектах в Москве и регионах России.

## Объекты портфеля АО „Коммерческая недвижимость ФПК «Гарант-Инвест»“

### Торговый комплекс «Галерея Аэропорт»
Современный торговый комплекс в Москве, в котором расположено более 70 магазинов, 8 ресторанов и кафе. Является победителем различных конкурсов, в том числе «Лучший торговый центр России», «Лучший реализованный проект в области инвестиций и строительства в Москве» и «Лучший действующий торговый центр».

### Торгово-деловой комплекс (ТДК) «Тульский»
Современный многофункциональный комплекс в Москве, объединяющий офисный центр класса «А», торговую галерею, рестораны, кафе, event-зону. В ТДК «Тульский» размещаются российские штаб-квартиры компаний Panasonic, LEDVANСЕ, Infobip, Elliott Group, De Fonceca, Э-КОМ. ТДК «Тульский» является победителем рейтинга РСТЦ в номинации «Mixed-Use».

### Торгово-развлекательный комплекс «Москворечье»
Современный торговый комплекс в Москве. В 3-этажном комплексе расположены 90 магазинов, 15 ресторанов и кафе, супермаркет и семейный развлекательный центр.
 
Победитель CRE Awards в номинации «Лучший Торговый центр России».
 

### Торговый центр «Ритейл Парк»
Первый в России торговый центр формата Retail Park, основные площади которого занимают крупные гипермаркеты. В торговом центре расположены магазины брендов АШАН, OBI, Adidas, Sport Point, Familia, Столплит ХОУМ, McDonalds, KFC, BURGER KING, ILPatio, KARI. В состав комплекса также входит детский центр «Парк Чудес». Победитель городского конкурса «Лучший торговый центр Москвы», обладатель профессиональных наград.

### ТЦ «Коломенский»
Современный районный торговый центр у станции м. Коломенская, обеспечивающий жителей ближайших районов товарами и услугами повседневного спроса.

### Торгово-ресторанный комплекс «Пражский Град»
Специализированный торговый центр с ресторанным комплексом у станции м. Пражская. В торговом центре представлены 6 различных концепций питания, летняя терраса, а также супермаркет.

### Сеть районных торговых центров «Смолл»
Сеть небольших торговых центров с единым брендом, представляющих возможность приобрести все необходимое в комфортных условиях рядом с домом. В районных торговых центрах размещаются супермаркет, рестораны и кафе, аптека, дом быта, химчистка, магазины косметики, парфюмерии, бытовой химии, салоны сотовой связи и различные услуги.

### ТРК «Перово молл»
Семейный торгово-развлекательный комплекс, приобретенный АО «Коммерческая недвижимость», ФПК «Гарант-Инвест» в 2017 году и прошедший реновацию в начале 2018 года.

## Собственники и руководство
Основатель, основной акционер и президент — Панфилов Алексей Юрьевич.

## Социальная деятельность
Деятельность ФПК «Гарант-Инвест» интегрирована в социально-культурную жизнь Москвы. Обеспечивается регулярная поддержка ветеранов войны и труда, реализация детских социальных и образовательных программ, организация досуга жителей города, улучшение окружающей среды, поддержка значимых событий в области культуры и искусства, развитие спорта. Проводятся социально-общественные и благотворительные мероприятия. У ФПК «Гарант-Инвест» имеются благодарности мэра Москвы, почетные грамоты Московской городской Думы, награды префектур административных округов Москвы, а также профессиональных сообществ и общественных организаций.